# Amtsgericht Riedenburg
Das Amtsgericht Riedenburg war ein von 1879 bis 1973 bestehendes bayerisches Gericht der ordentlichen Gerichtsbarkeit mit Sitz in der Stadt Riedenburg.

## Geschichte
Riedenburg ist ein alter Gerichtsort. Vorläufer des Amtsgerichts war das Landgericht Riedenburg, ein von 1803 bis 1879 bestehendes bayerisches Landgericht älterer Ordnung mit Sitz in Riedenburg im heutigen Landkreis Kelheim.
Anlässlich der Einführung des Gerichtsverfassungsgesetzes des Deutschen Reiches am 1. Oktober 1879 kam es zur Errichtung eines Amtsgerichts in Riedenburg. Es umfasste denselben Bezirk wie das gleichzeitig aufgehobene Landgericht Riedenburg und bestehend aus den Gemeinden Altmannstein, Altmühlmünster, Baiersdorf, Berghausen, Bettbrunn, Breitenhill, Buch, Deising, Dietfurt, Echendorf, Eggersberg, Eutenhofen, Forchheim, Gimpertshausen, Griesstetten, Hagenhill, Hainsberg, Hattenhausen, Hexenagger, Hiendorf, Hüttenhausen, Jachenhausen, Laimerstadt, Lobsing, Mallerstetten, Meihern, Mendorf, Mindelstetten, Mühlbach, Neuenhinzenhausen, Offendorf, Otterzhofen, Perletzhofen, Pondorf, Predlfing, Premerzhofen, Prunn, Riedenburg, Sandersdorf, Schafshill, Schaitdorf, Schamhaupten, Schwabstetten, Sollern, Staadorf, Steinsdorf, Tettenwang, Thann, Unterbürg, Wildenstein, Winden, Wolfsbuch und Zell.
Die jeweils nächsthöheren Instanzen waren das Landgericht Regensburg und das Oberlandesgericht Nürnberg.
Mit Inkrafttreten des Gesetzes über die Organisation der ordentlichen Gerichte im Freistaat Bayern (GerOrgG) am 1. Juli 1973 wurde das Amtsgericht Riedenburg aufgehoben und dessen Bezirk wie folgt aufgeteilt:
- Die nun zum Landkreis Eichstätt gehörigen Gemeinden Altmannstein, Berghausen, Bettbrunn, Forchheim, Hagenhill, Hexenagger, Hiendorf, Hüttenhausen, Laimerstadt, Lobsing, Mendorf, Mindelstetten, Neuenhinzenhausen, Pondorf, Sandersdorf, Schafshill, Schamhaupten, Steinsdorf, Tettenwang, Winden und Wolfsbuch wurden dem Amtsgericht Ingolstadt;
- die zum Landkreis Kelheim zählenden Gemeinden Baiersdorf, Hattenhausen, Buch, Eggersberg, Jachenhausen, Meihern, Otterzhofen, Perletzhofen, Prunn, Riedenburg, Schaitdorf und Thann dem Amtsgericht Kelheim sowie
- die zum Landkreis Neumarkt in der Oberpfalz gehörenden Gemeinden Dietfurt an der Altmühl, Eutenhofen, Gimpertshausen, Griesstetten, Hainsberg, Mallerstetten, Mühlbach, Premerzhofen, Staadorf, Unterbürg, Wildenstein und Zell dem Amtsgericht Neumarkt in der Oberpfalz zugeteilt.